# Paltalk
Paltalkとはユーザーがインターネット上でビデオやチャット、音声通話をすることができるビデオグループチャットサービスである。チャットルームやユーザーが自身の公開仮想チャットルームを作成出来る機能を提供している。Paltalk Messengerというほとんどのユーザー向けの基本バージョンと、Paltalk MobileというiPhone、Android対応バージョン、Paltalk Expressという非Windowsユーザー向けにFlashで作成されたバージョンの3種類があり、プロプライエタリソフトウェアとなっている。基本サービスは無料で、ソフトウェアも無料でダウンロードできるが、PaltalkのメーカーであるAVM Softwareは有料会員制度やより機能の充実した有料バージョンへの有料アップグレードも提供している。
2013年時点で550万人のユーザーを抱えるなど利益をあげている。

## デスクトップPC用ソフトウェア
PaltalkのメインアプリケーションはPC用のPaltalk Messengerだが、インターネットブラウザで使用するPaltalkExpressというAdobe FlashとJavaで作成されたウェブ型アプリケーションも無料で提供している。

## モバイル・タブレット用アプリケーション
複数のモバイルプラットフォームにネイティブ対応したアプリケーションがあり、ウェブカメラ、音声チャット、多人数参加もしくはプライベートセッションでの文字チャットが可能である。
Android:
- タブレット用アプリケーション
- スマートフォン用アプリケーション

Apple (iOS)
- iPad
- iPhone

全て、公式アプリストアやPaltalkモバイル版ページのリンク先の公式アプリストアから入手可能である。

## 機能
文字、音声、ビデオでのやりとりが可能なチャットルームを作成することができる。チャットルーム1つで100人入れるが、1つのコンバージョンで1000人に増やせる例もある。チャットルームはダウンロードして使うPC用ソフトウェア、ウェブサイト経由のFlashバージョン、iOSやAndroidのスマートフォン、タブレット用アプリケーションでアクセスできる。
また、15人まで参加できるプライベートなビデオチャットセッションも行える。

## 受賞
以下の受賞歴がある:
- AlwaysOn 100 top Companies
- CNET Editor's pick
- The 2005 pulver 100

## 特許問題
2009年、Paltalkはコンピュータゲーム開発会社に対し、アメリカ合衆国特許5,822,523号、6,226,686号である「Server-group messaging system for interactive applications（→双方向アプリケーションに対応したサーバーグループメッセージングシステム）」を侵害しているとして複数の訴訟を起こした。最初の提訴先はマイクロソフトでHalo: Combat EvolvedとXbox Liveが特許を侵害していると主張した。マイクロソフトとはPaltalkが特許を20万ドル以下で買収したことに関して争ったが、その後法廷外で和解した。
その後Paltalkはソニー、アクティビジョン・ブリザード、NCSOFT、Jagex、Turbine, Inc.に対しても自社特許を侵害したことで「1000万ドル」の損害を負ったと提訴したが、訴えられた企業は20ドル以下でゲームを販売していた上、JagexはRuneScapeの無料バージョンを配布していることからコンピュータゲーマーのコミュニティ内でPaltalkに対する批判が噴出した。

## 事件
2013年6月、アメリカ国家安全保障局によるPRISMの傍受対象になっていたことが発覚した。